# Kumur

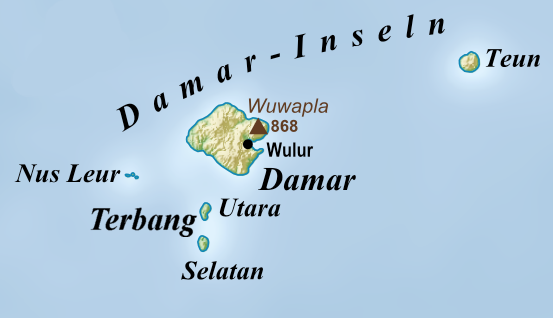
Die Damar-Inseln

Kumur ist ein Desa auf der indonesischen Insel Damar. Kumur liegt an der Nordostküste der Insel. Südlich liegt, jenseits des Flusses Ajerkotta, das Nachbardorf Bebar. Südöstlich befindet sich der aktive Vulkan Wurlali (868 m), nordwestlich der Berg Pahwuwi.
Der Desa hat 452 Einwohner (2010). Die Menschen sprechen als Muttersprache die austronesische Sprache Ost-Damar (Damar-Wulur). Wie die gesamte Insel gehört Kumur zum Kecamatan (Subdistrikt) Damar, Kabupaten (Regierungsbezirk) Südwestmolukken (Maluku Barat Daya), Provinz Maluku.